# Бретештій-де-Жос
Бретештій-де-Жос (рум. Brăteștii de Jos) — село у повіті Димбовіца в Румунії. Входить до складу комуни Векерешть.
Село розташоване на відстані 61 км на північний захід від Бухареста, 13 км на південний схід від Тирговіште, 147 км на північний схід від Крайови, 93 км на південь від Брашова.

## Населення
За даними перепису населення 2002 року у селі проживали 613 осіб, з них 610 осіб (99,5%) румунів. Усі жителі села рідною мовою назвали румунську.